# Sinotherium
 Sinotherium  ist ein ausgestorbener Vertreter der Nashörner und lebte im ausgehenden Miozän und frühen Pliozän. Es ist vor allem in Ost- und Zentralasien fossil nachgewiesen und gehörte zu den größten bekannten Nashörnern. Sein nächster Verwandter ist Elasmotherium, mit dem er zusammen das Endglied in der Linie der Elasmotherien (Elasmotheriini) bildet, einer einst in Eurasien und Afrika verbreiteten Nashorngruppe. Bisher sind nur wenige Fossilfunde bekannt. Ein relativ vollständiger Schädel zeigt, dass Sinotherium über zwei Hörner verfügte, ein bis dahin nicht dokumentiertes Merkmal bei Elasmotherien. Zudem saßen beide Hörner auf der Stirn, was bisher einzigartig ist unter allen bekannten Nashornvertretern.

## Merkmale
Sinotherium war ein massives Nashorn, das fast die Ausmaße seines nächsten Verwandten Elasmotherium erreichte, das mit einem Gewicht von 5 bis 7 t zu den größten bekannten Nashörnern überhaupt gehörte. Allerdings ist Sinotherium nur durch einzelne Fossilreste bekannt. Ein vollständiger Schädel ist nicht überliefert, einem mehr als 80 cm langen Schädel aus dem Linxia-Becken fehlt jedoch nur der vordere Schnauzenbereich, der jedoch teilweise von anderen Funden bekannt ist. Insgesamt war der Schädel groß und robust sowie keilförmig im Umriss. Das Hinterhauptsbein war wie bei Elasmotherium nach hinten herausgezogen, ist aber nicht vollständig erhalten. Jedoch bewirkte die Verlängerung eine schräge Kopfhaltung. Sehr massiv waren die Gelenkflächen zum Ansatz der Halswirbelsäule, die über das Hinterhauptsloch gemessen eine gesamte Ausdehnung von bis zu 24 cm aufwiesen, die Gelenkflächen selbst erreichten eine Weite von 6,8 cm. Das Nasenbein ist ebenfalls nicht vollständig bekannt, die paarigen Knochen waren aber komplett verwachsen. Zudem besaß Sinotherium eine Verknöcherung der Nasenscheidewand, die am überlieferten hinteren Bereich des Naseninnenraumes bis zu 6,5 mm Dicke aufwies. Bemerkenswert waren zwei kuppelartige Aufwölbungen des Schädels, die durch eine seichte und querverlaufende Eintiefung getrennt waren. Die hintere befand sich auf dem Stirnbein und maß 16,1 mal 12,1 cm. Die vordere erhob sich über dem vorderen Ende des Stirnbeins und dem hinteren Ende des Nasenbeins und erreichte 18,6 cm Länge bei 12,8 cm Breite. Durch die vordere domartige Aufwölbung standen seitlichen Flächen des Nasenbeins fast senkrecht. Die Oberflächen der Erhebungen besaßen deutliche Aufrauungen, die die jeweilige Lage des Hornes anzeigten. Somit verfügte Sinotherium über ein vorderes nasofrontales Horn, welches deutlich größer war als das direkt anschließende frontale Horn. Die enge Tandemstellung der beiden Hörner zueinander und die Lage des vorderen Horns auf dem Übergang von Nasen- zum Stirnbein ist bisher einzigartig unter den Nashörnern, bei anderen Vertretern dieser Säugetiergruppe erhebt sich das Nasalhorn in der Regel direkt auf der Nasenspitze. Zudem sind derartige domartige Aufwölbungen als Basis der Hörner bisher nur bei Elasmotherium bekannt. Innerhalb der Elasmotherien ist Sinotherium der einzige bekannte Vertreter mit zwei Hörnern.
Ein vollständig überlieferter Unterkiefer erreichte 72 cm Länge und war sehr massiv mit einem fast 18 cm hohen Körper und hochaufragenden Gelenkenden. Die Symphyse erstreckte sich über 16 cm bis vor den Beginn der hinteren Bezahnung. Das Gebiss war, charakteristisch für Elasmotherien, stark reduziert. Im Unterkiefer waren lediglich zwei Prämolaren (Vorbackenzähne) und drei Molaren (hintere Backenzähne) je Kieferast ausgebildet. Ob im Oberkiefer zusätzlich noch ein vorderer dritter Prämolar ausgebildet war, ist unklar, in einzelnen Veröffentlichungen wird dies vermutet. Ein vorderes Gebiss aus Schneide- und Eckzähnen existierte bei Sinotherium also nicht. Die Backenzähne waren extrem hochkronig (hypsodont) und besaßen sehr viel Zahnzement. Zudem war der Zahnschmelz auf den Kauoberflächen markant gefaltet und besaß zusätzlich noch weitere interne Sinus-förmige Verwinklungen, die aber nicht so überdeutlich ausgeprägt waren, wie später bei Elasmotherium. Größter Zahn war der zweite Molar, der teilweise bis über 16 cm hoch wurde, bei einer Länge von 9 cm.
Das Rumpfskelett und die Gliedmaßen sind kaum fossil überliefert. Ein einzelner Radius wies eine Länge von 52 cm auf, weiterhin erreichte die Ulna 58 cm Länge. Dabei handelt es sich um Knochen, die im menschlichen Skelett den Unterarmknochen homolog (entsprechend) sind. Darüber hinaus sind einzelne Elemente des Hinterfußes bekannt, so die Mittelfußknochen II bis IV und einige Fußwurzelknochen.

## Fossilfunde
Funde von Sinotherium sind eher selten und häufig nur fragmentarisch. Die ersten Fossilien, die auch zur Beschreibung der Nashorngattung führten, kamen Anfang des 20. Jahrhunderts ans Licht und wurden von J. G. Andersson im Bezirk Baode in der chinesischen Provinz Shanxi in Ablagerungen des oberen Miozän entdeckt. Diese umfassten überwiegend isolierte Zähne, aber auch ein Oberkieferfragment mit der erhaltenen Zahnreihe vom zweiten Prämolar bis zum vorletzten Molar und ein Unterkieferbruchstück. Aus der nordwestlichen Mongolei nahe Chono-Khariakh wurde ein 72 cm langer, recht gut erhaltener Unterkiefer publiziert, der ins untere Pliozän datiert. Weitere Einzelfunde sind aus Kasachstan bekannt, hierunter ein hinterer Schädelteil mit einem Teil der Bezahnung und mehrere Skelettelemente des Körpers. Den bisher vollständigsten Schädel erbrachte jedoch der obere Bereich der Liushu-Formation nahe Houaigou im Bezirk Guanghe der Provinz Gansu. Die Liushu-Formation ist rund 100 m mächtig und über weite Bereiche des Linxia-Beckens aufgeschlossen. Dieser Abschnitt wird auf etwa 7 bis 6,4 Millionen Jahre datiert und gehört somit ans Ende des Miozän. Die geologischen Ablagerungen des Linxia-Beckens erbrachten schon zahlreiche gut erhaltene fossile Nashornreste, darunter auch zahlreiche Vertreter der Elasmotherien. Dem Schädel fehlt lediglich der Schnauzenteil und er erbrachte den Nachweis zur Lage der Hörner bei Sinotherium.

## Paläobiologie
Die Verbreitung von Sinotherium in Ostasien deckt sich weitgehend mit jener des heute ebenfalls ausgestorbenen, dreizehigen Pferdes Hipparion. Im Linxia-Becken sind beide Säugetierformen vergesellschaftet aufgefunden worden. Hipparion bewohnte weitgehend offene, steppenartige Landschaften. Bestimmte anatomische Merkmale von Sinotherium, etwa der durch das lange Hinterhauptsbein tief hängende Schädel, die stark hochkronigen und mit viel Zahnzement gefüllten Backenzähne sowie deren deutlich geschwungene Zahnschmelzfalten auf den Kauoberflächen lassen ein überwiegend an harte Pflanzennahrung wie Gräser angepasstes Tier erkennen (grazer). Durch Pollenanalysen konnte eine derartige Landschaft auch für das Linxia-Becken ermittelt werden.

## Systematik
Sinotherium ist eine Gattung aus der Familie der Nashörner und gehört innerhalb dieser zur Unterfamilie der Rhinocerotinae und zur Tribus der Elasmotheriini. Dieser Tribus umfasst Nashörner mit einem allgemein großen bis sehr großen Körperbau und extrem hohen Zahnkronen, unter anderem aufgrund dieses Merkmales stellen sie zumindest in ihrer späten Entwicklungsphase die am stärksten spezialisierten Nashornvertreter dar. Sie sind zudem das Schwestertaxon der Rhinocerotini, denen wiederum die heute lebenden Nashornarten angehören. Innerhalb der Elasmotheriini ist Sinotherium ein Mitglied der Untertribus Elasmotheriina, dem außerdem noch Elasmotherium angehört. Charakterisiert wird diese Untertribus durch die Hornbildung auf der Stirn. Den Elasmotherrina gegenüber stehen die Iranotheriina, stammesgeschichtlich älteren Elasmotherien mit einem Nasalhorn, die zudem generell nicht ganz so hochkronige Backenzähne und einen weniger gefalteten Zahnschmelz aufweisen. Dieser Untertribus werden neben dem namengebenden Iranotherium unter anderem Ningxiatherium, Parelasmotherium oder Hispanotherium beigeordnet. Die Unterscheidung von Elasmotheriina und Iranotheriina erfolgte erstmals durch den ungarischen Paläontologen Miklós Kretzoi (1907–2005) im Jahr 1943.
Sinotherium wurde 1923 von Torsten Ringström anhand eines sehr großen Backenzahnes aus Shanxi wissenschaftlich erstmals beschrieben, im Jahr darauf erfolgte eine wesentlich umfangreichere Abhandlung über die Gattung mit Bezug auf mehr Fundmaterial. Ringström etablierte auch die bis heute einzige anerkannte Art: S. lagrelii. Mit S. zaisanensis beschrieb Bolat Bayshahsov 1986 eine weitere Art aus Kasachstan, doch zeigt diese kaum Unterschiede zur Art S. lagrelii. 1958 führte Chow Minchen die Art S. simplum ein, deren Beschreibung auf einem Zahn basierte, welcher in einer Apotheke in der chinesischen Provinz Harbin entdeckt wurde („Drachenknochen“), aber ursprünglich aus Shanxi stammen sollte. Heute wird die Art jedoch zu Parelasmotherium gestellt. Der Begriff Sinotherium leitet sich vom lateinischen Wort sina für „China“ und dem griechischen Wort θήριον (thêrion „Tier“) ab. Einen direkten etymologischen Ursprung des Namens gab Ringström in seiner Erstbeschreibung nicht an, doch erfolgte die Vergabe seinen Aussagen zufolge aufgrund des Fundgebietes in China.